# Флаер
Фла́ер (от англ. fly — летать; flyer, flier — рекламный листок) — небольшая рекламная листовка, как правило, дающая право на скидку или какой-то подарок. Встречается также в написаниях флаерс и флайерс.
Флаер — это небольшая информативная листовка, часто выполненная в ярких, сочных красках. Используют флаеры, в основном, как раздаточный материал в различных рекламных и промоакциях. Нередко флаер является своеобразным бесплатным пропуском, приглашением или даже входным билетом на какое-либо мероприятие. В отличие от приглашений, обычно персонализированных, флаером может воспользоваться любой человек.
Флаеры — один из способов быстрой и массовой рекламы. Дизайн флаеров стремятся сделать наиболее подходящим под происходящее событие, чтобы за минимальное время привлечь наибольшее количество заинтересованных людей. В зависимости от того, что рекламируется флаером и какова целевая аудитория, они могут быть имиджевыми или информационными, содержать в себе различную информацию — цену или преимущества продукции, выполненными в цвете или чёрно-белыми, одно- или двусторонними, на плотной мелованной или тонкой офсетной бумаге. Для особых целей иногда к материалу, из которого изготовлен флаер, применяют минимальную послепечатную обработку (резка, фальцовка, биговка). Геометрическая форма обычно стандартная — прямоугольная, но может быть и любой.
Форматы флаеров:
- 1/3 А4 — 99 × 210 мм
- А5 — 148 × 210 мм
- А6 — 105 × 148 мм
- А7 — 74 × 105 мм